# Wolkersdorf im Weinviertel
Wolkersdorf im Weinviertel ist eine Stadt mit 7544 Einwohnern (Stand 1. Jänner 2025) im niederösterreichischen Weinviertel. Sie liegt im Süden des Bezirks Mistelbach, unweit der Bundeshauptstadt Wien.

## Geografie

Wolkersdorf und seine nördliche Umgebung um 1873 (Aufnahmeblatt der 3. Landesaufnahme)

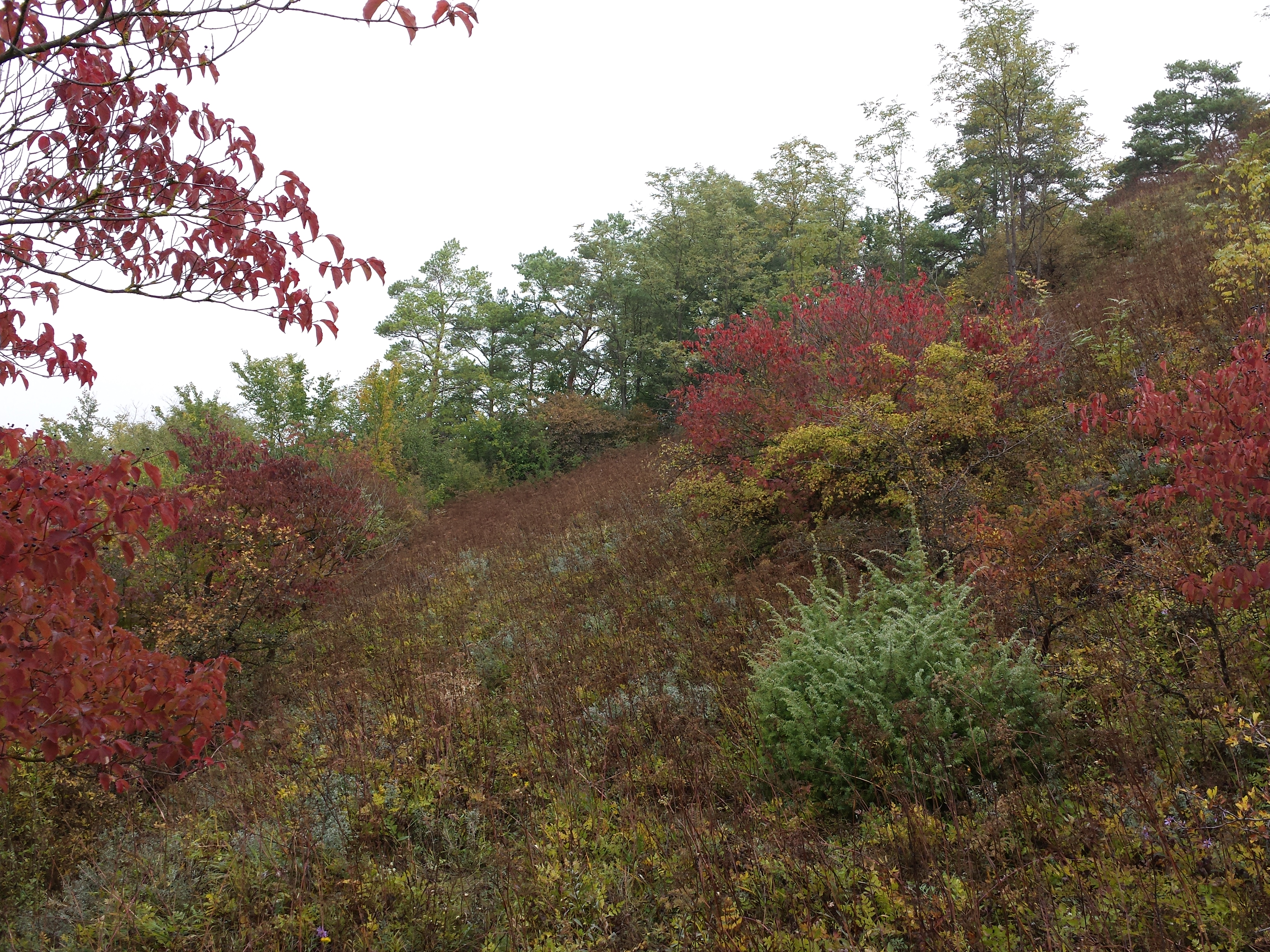
Trockenrasen am Wartberg

Die Gemeinde Wolkersdorf liegt im weiten Tal des Rußbachs, am Übergang vom Marchfeld zum Weinviertler Hügelland.
Westlich der Katastralgemeinde Riedenthal liegt der Wartberg, auf dessen steilem Westhang sich neben bewaldeten Flächen wertvolle pannonische Trockenrasen über Tertiärsand befinden. Auf diesen trockenen, nährstoffarmen aber artenreichen Flächen wachsen seltene und gefährdete Spezies, wie zum Beispiel Frühlings-Adonis, Österreich-Zwerggeißklee, Schwert-Alant, Schmalblatt-Lein, Gelb-Zahntrost, Schwarz-Küchenschelle und Pferde-Sesel. Die Flächen sind unter anderem durch die aus Nordamerika eingeführte Robinie gefährdet, welche Stickstoff im Boden anlagert, diesen dadurch düngt und für Allerweltsarten besiedelbar macht, welche die seltenen, spezialisierten Arten dann verdrängen. Magere, nicht für den Feldbau geeignete Standorte wurden im Weinviertel seit dem Neolithikum mit Schafen und Ziegen beweidet und so offen gehalten. Im Zuge der Intensivierung und Mechanisierung der Landwirtschaft wurde diese Bewirtschaftungsform vor einigen Jahrzehnten aufgegeben und die Flächen drohen nun zu verbuschen und längerfristig mitsamt deren Flora und Fauna zu verschwinden. Aus diesem Grund wurde vom Naturschutzbund Österreich gemeinsam mit der Stadt Wolkersdorf ein Pflegekonzept erstellt, das den Bestand sichern soll. Darauf aufbauend werden regelmäßig Pflegemaßnahmen durchgeführt und zum Beispiel Gebüsche entfernt.
Das Wolkersdorfer Gemeindegebiet hat Anteil am Hochleithenwald, dem größten Eichen-Hainbuchenwald im Weinviertel.

### Gemeindegliederung
Das Gemeindegebiet umfasst folgende fünf Ortschaften (in Klammern Einwohnerzahl Stand 1. Jänner 2025):
- Münichsthal (732)
- Obersdorf (1642)
- Pfösing (227)
- Riedenthal (442)
- Wolkersdorf im Weinviertel (4501)

Die Gemeinde besteht aus den Katastralgemeinden Münichsthal, Obersdorf, Pfösing, Riedenthal und Wolkersdorf.
Die Eingemeindungen fanden zwischen 1969 und 1972 statt.

### Nachbargemeinden
| Ulrichskirchen-Schleinbach | Hochleithen                                 | Bad Pirawarth       |
| Harmannsdorf               | Kompassrose, die auf Nachbargemeinden zeigt | Groß-Schweinbarth   |
| Großebersdorf              | Gerasdorf Pillichsdorf                      | Bockfließ Auersthal |

## Geschichte

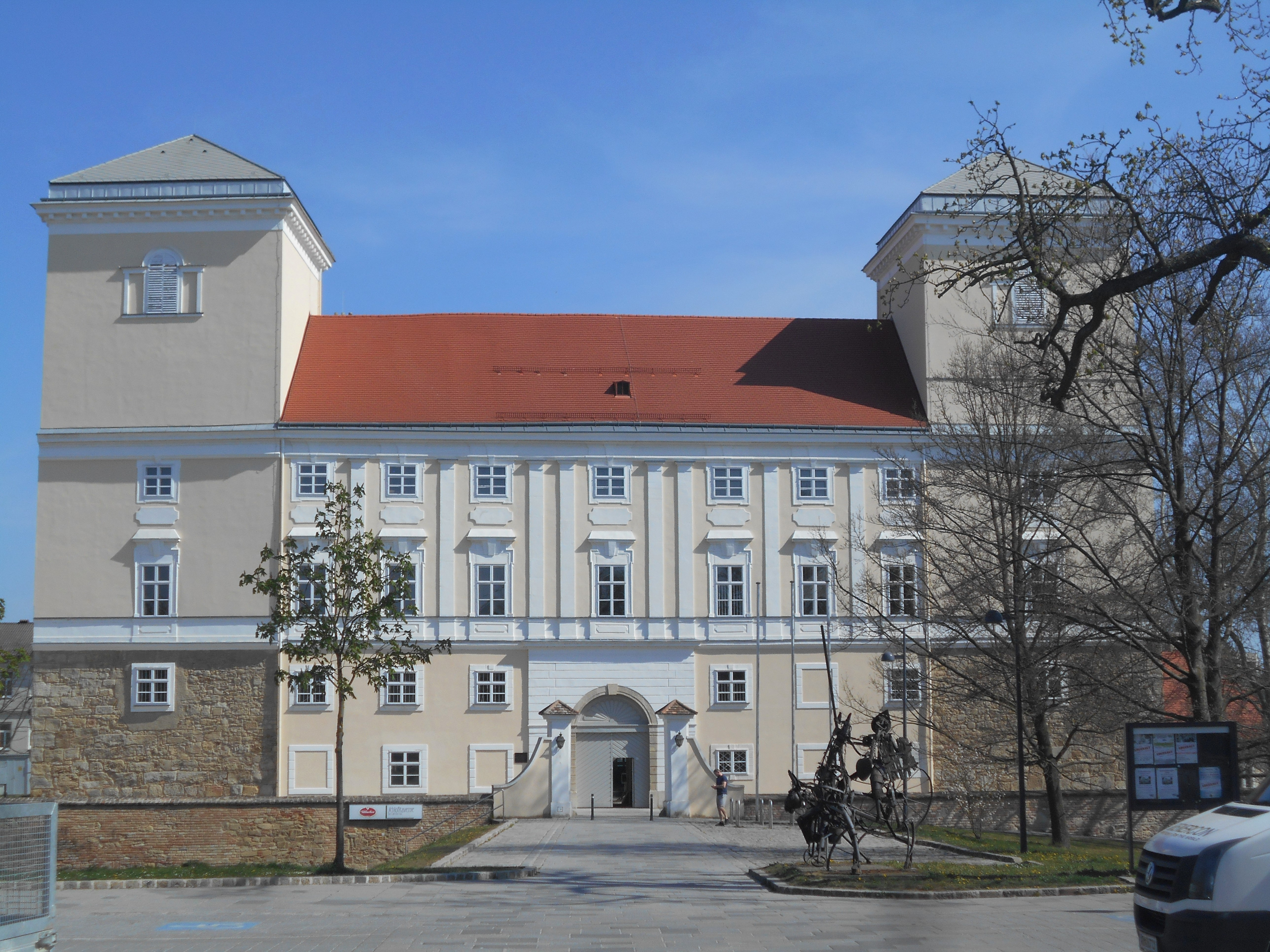
Schloss Wolkersdorf

Die erste, allerdings umstrittene, urkundliche Erwähnung Wolkersdorfs fand im Jahre 1170 statt, rund 100 Jahre nach der angenommenen Gründung. Eine gesicherte Nennung erfolgt in einer Schenkungsschrift aus dem Jahr 1186, in den nächsten Jahrzehnten tauchen weitere Belege für die Existenz von Wolkersdorf auf. Der Sage nach leitete sich der Name „Wolkersdorf“ von einem Edelmann namens Wolfger ab, der die „Veste Wolfgersdorf“ errichtet haben soll. Diese ursprünglich angenommene Namensgebung wird heute allerdings stark angezweifelt. Viel wahrscheinlicher erscheint es, dass der Name auf einen damals bereits bestehenden Ort in Franken zurückzuführen ist. Demnach benannten Siedler aus Franken, die sich im heutigen Wolkersdorf niederließen, diesen Ort wieder nach ihrer Heimatstadt. Nach demselben Muster könnte auch die Namensgebung von Mistelbach, Falkenstein, Drosendorf, Retz und Retzbach zustande gekommen sein. Diese Ortsnamen finden sich sowohl in Franken als auch im Weinviertel. Auch in den Jahrhunderten nach der Gründung des Ortes sind starke Verflechtungen mit Franken vorhanden, besonders mit den Burggrafen von Nürnberg, die über längere Zeit Lehen in Wolkersdorf unterhielten, sodass eine Gründung Wolkersdorfs durch fränkische Siedler wahrscheinlich ist.
Das heutige Schloss (die „Veste Wolfgersdorf“) ist als Wasserburg errichtet worden und wechselte über die Jahrhunderte mehrfach den Besitzer und den Nutzen. Kurze Zeit diente es auch als Jagdschloss. Heute befindet es sich im Besitz der Stadtgemeinde Wolkersdorf.
Die heutige Kellergasse war einst Teil der ehemaligen Kaiserstraße. Über Jahrtausende hinweg war sie die einzige Verbindungsstraße zwischen der Ostsee und der Adria. Sie ist der Verbindungskorridor zwischen dem Baltikum und dem Mittelmeer, der kaiserlichen Hauptstadt Wien und Böhmen. Auf diesem Handelsweg gab es den wichtigen Postverkehr, Lastentransporte wie Tuch-, Salz- und Leinenwaren, vor allem aber den Weinhandel. Der Wein aus Wolkersdorf wurde bis an den Hof des russischen Zaren geliefert.
Seit 16. Mai 1809 residierte Kaiser Franz I. im Pfarrhof von Wolkersdorf. Am 29. Mai erklärte er im Wolkersdorfer Handbillet an Andreas Hofer, dass er keinen Friedensvertrag unterzeichnen würde, durch den Tirol von Österreich getrennt wird. Der Inhalt dieser Proklamation wurde im Juli durch den Znaimer Waffenstillstand zunichtegemacht. Zwischen dem 7. und 10. Juli nahm Napoleon Bonaparte im Zuge der Schlacht bei Wagram seinen Hauptsitz im Schloss Wolkersdorf. Der Revolutionär Ernst Franz Salvator von Violand von 1848 lebte bis zu seiner Flucht in Wolkersdorf.
Mit dem Inbetriebnahme der Laaer Ostbahn und des Bahnhofs Wolkersdorf im Jahre 1870 begann die massive Vergrößerung von Siedlungsfläche und Einwohnerzahl, da es für im nahen Wien arbeitende Beamte, Industrielle und sonstige Besserverdiener aus Wien als Sommerfrische und alternativer Wohnstandort in Frage kam.
Ludwig Anzengruber schrieb die Bauernkomödie Der G’wissenswurm 1874 im ehemaligen Gasthaus Zum goldenen Strauß.
In den letzten Tagen des Zweiten Weltkriegs wurde Wolkersdorf am 20. März 1945 aus der Luft angegriffen, wobei 36 Zivilisten getötet und mehrere Gebäude zerstört wurden. Am 12. April fanden in Wolkersdorf Straßenkämpfe unter Einsatz von Artillerie und Stalinorgeln statt, nach denen die deutschen Truppen sich angesichts der Übermacht der Sowjetarmee in Richtung Ulrichskirchen und Kreuttal absetzten. Zuvor wurden noch sechs Brücken im Gemeindegebiet von Wolkersdorf gesprengt. Am gleichen Tag besetzten die Russen Obersdorf, wobei durch Artilleriebeschuss drei Zivilpersonen getötet wurden. Am 13. April wurde die Ortschaft Münichsthal kampflos durch die Sowjets besetzt. Die Bevölkerung wurde aus ihren Häusern vertrieben und musste bis Mitte Mai in den Weinkellern und Scheunen leben. Münichsthal wurde durch die Rote Armee geplündert, der gesamte Viehbestand beschlagnahmt. Zwei Zivilisten wurden von den Russen verschleppt. Bei Kämpfen in Riedenthal fielen 13 deutsche und etwa 20 russische Soldaten. Der Bürgermeister von Riedenthal schrieb zu diesen Ereignissen: „Anschließend an den Artilleriebeschuss kamen die Russen. Die Soldaten der Kampftruppe benahmen sich korrekt und anständig. Aber der nachfolgende Tross war das Gegenteil.“
Auf dem Friedhof von Wolkersdorf wurde während des Ersten Weltkriegs ein Soldatenfriedhof angelegt, in dem während des Zweiten Weltkriegs auch gefallene Wehrmachtssoldaten beigesetzt wurden. 1976 wurden die sterblichen Überreste exhumiert und auf dem neu angelegten Soldatenfriedhof in Retz neuerlich beigesetzt. Ebenfalls aus dem Jahr 1945 stammt ein mit 27 Opfern des Brünner Todesmarsches belegtes Massengrab, welches sich auch auf dem Friedhof befindet.
1969 wurde die Marktgemeinde Wolkersdorf zur Stadtgemeinde erhoben.
Im Dezember 2005 wurde auf Initiative der Stadtgemeinde eine Arbeitsgruppe gegründet, welche ein Projekt zur Dokumentation der Geschichte der jüdischen Bevölkerung in Wolkersdorf durchführte und publizierte.

### Einwohnerentwicklung
Nach dem Ergebnis der Volkszählung 2001 gab es 6191 Einwohner. 1991 hatte die Stadtgemeinde 5696 Einwohner, 1981 5062 und im Jahr 1971 4669 Einwohner.

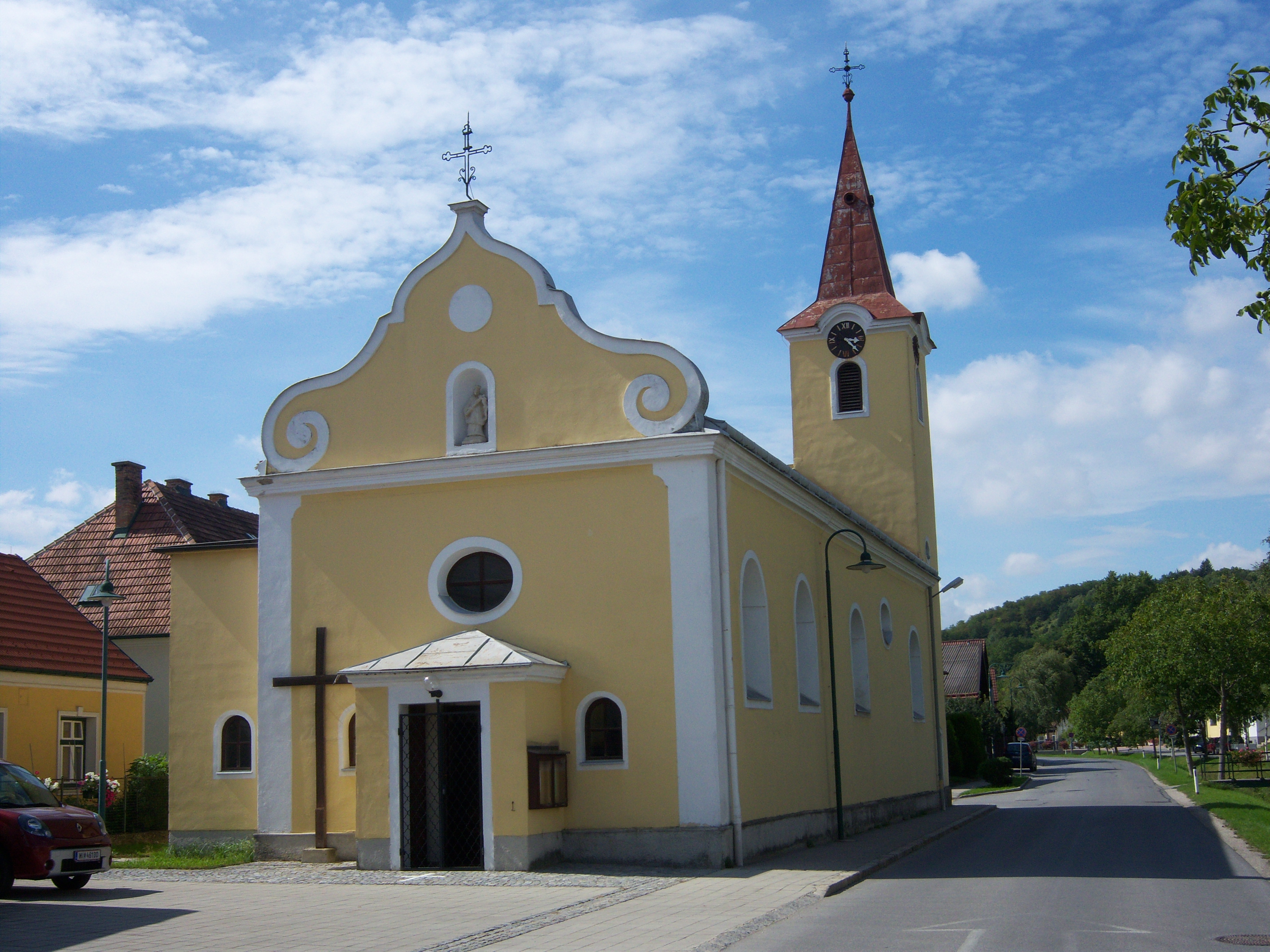
Pfarrkirche Münichsthal

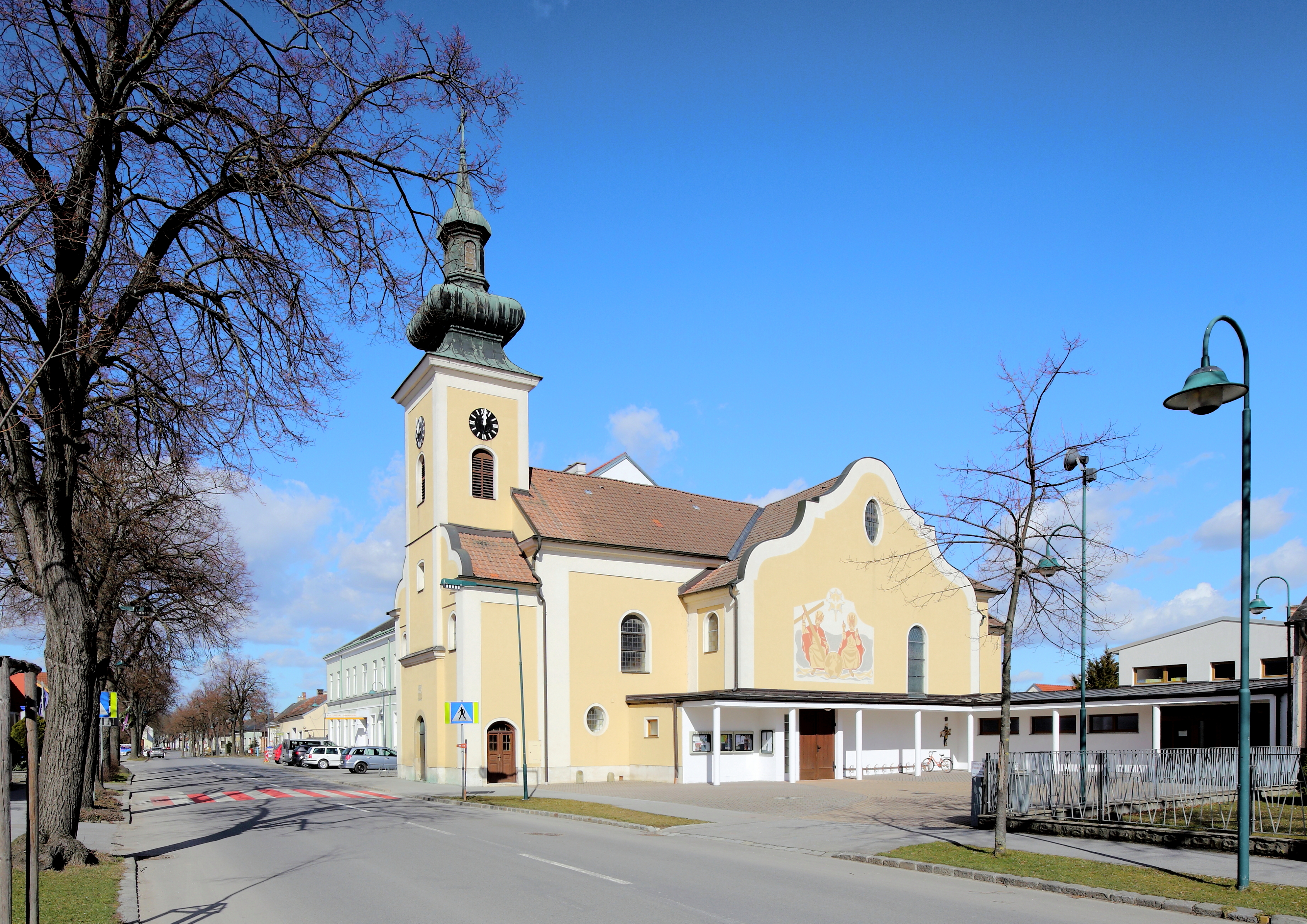
Pfarrkirche Obersdorf

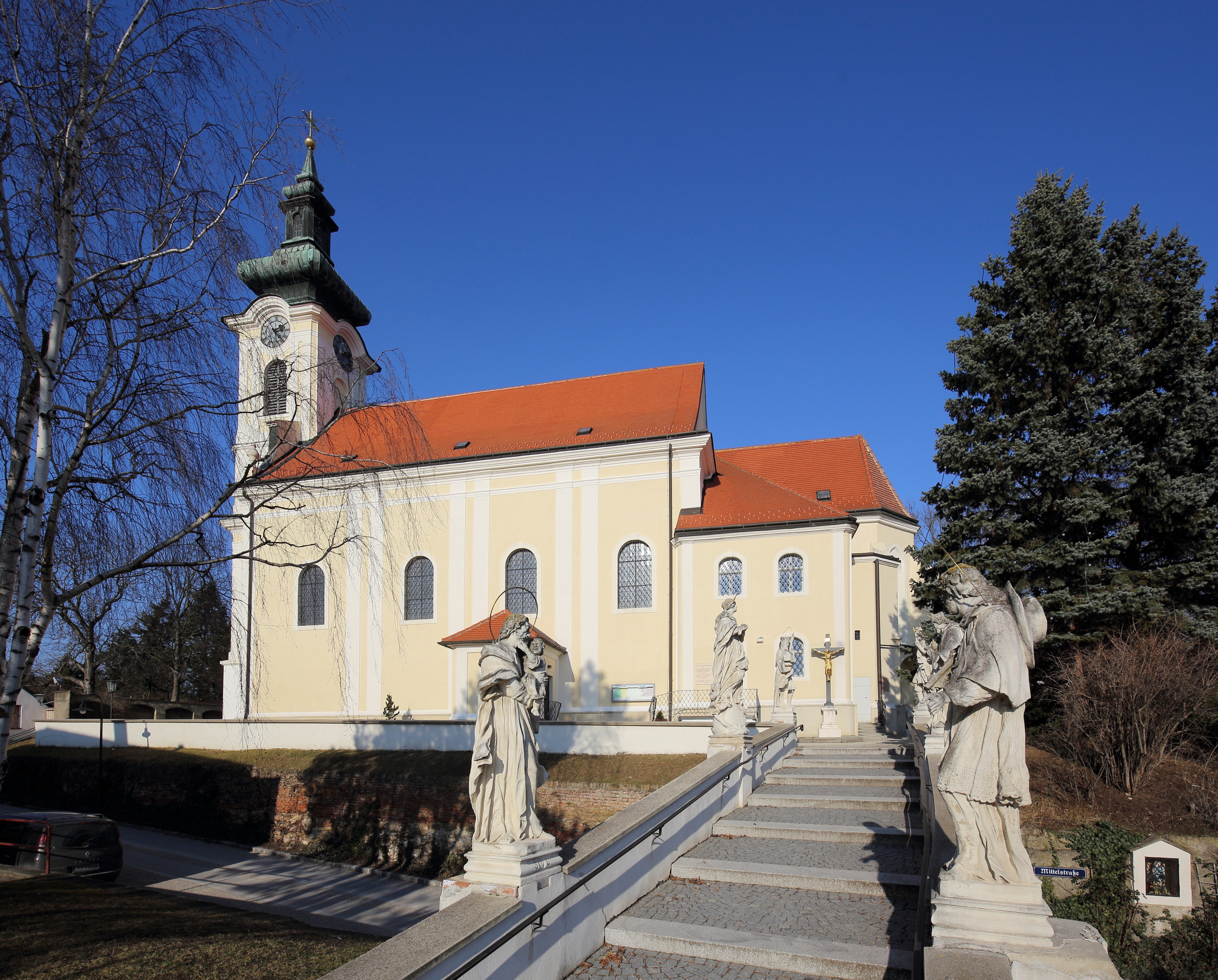
Pfarrkirche Wolkersdorf im Weinviertel

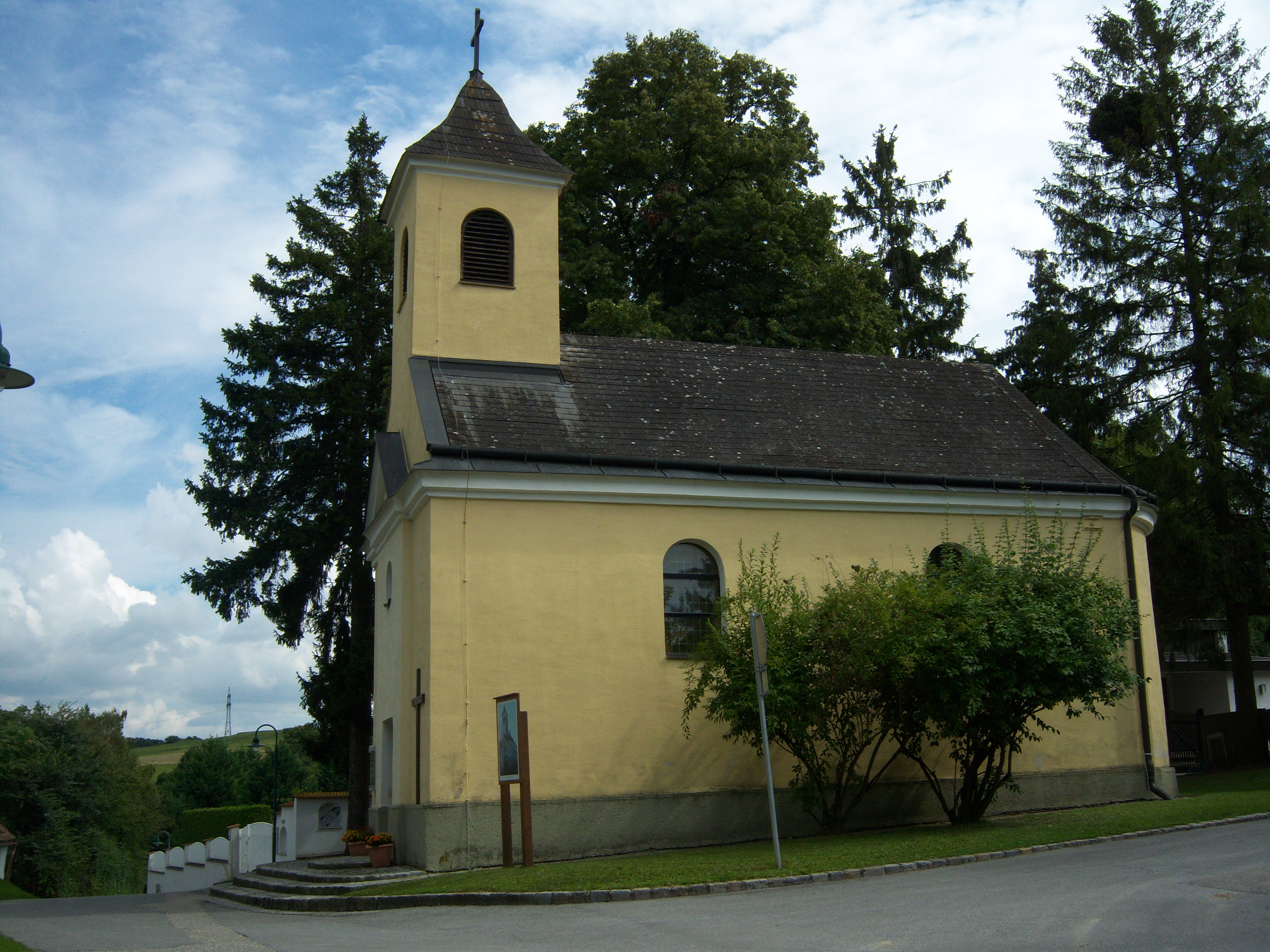
Filialkirche Riedenthal

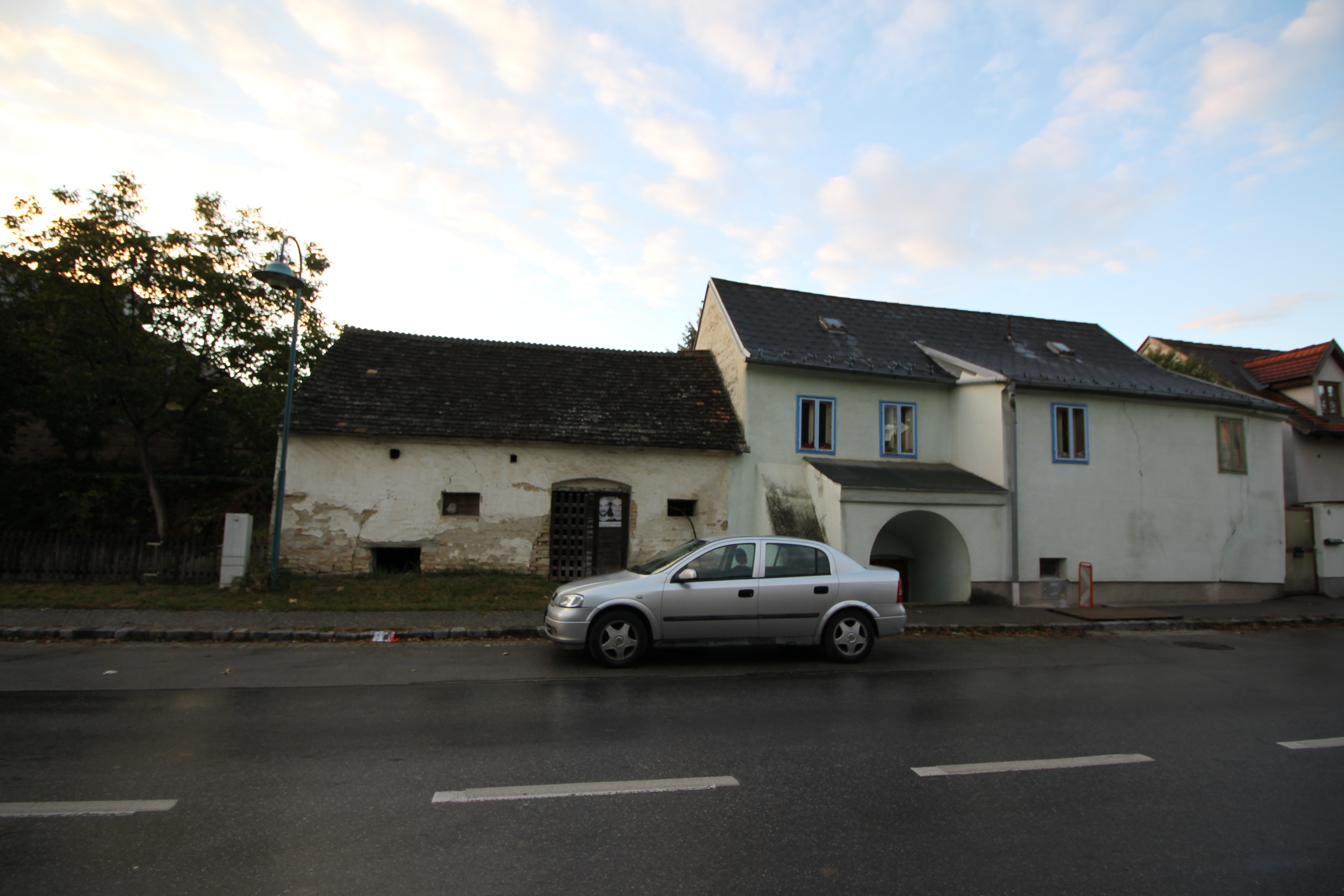
Kellergasse in Obersdorf

| Wolkersdorf im Weinviertel: Einwohnerzahlen von 1869 bis 2025 | Wolkersdorf im Weinviertel: Einwohnerzahlen von 1869 bis 2025 | Wolkersdorf im Weinviertel: Einwohnerzahlen von 1869 bis 2025 | Wolkersdorf im Weinviertel: Einwohnerzahlen von 1869 bis 2025 | Wolkersdorf im Weinviertel: Einwohnerzahlen von 1869 bis 2025 |
| ------------------------------------------------------------- | ------------------------------------------------------------- | ------------------------------------------------------------- | ------------------------------------------------------------- | ------------------------------------------------------------- |
| Jahr                                                          |                                                               |                                                               |                                                               | Einwohner                                                     |
| 1869                                                          | 1869                                                          |                                                               | 2.915                                                         | 2.915                                                         |
| 1880                                                          | 1880                                                          |                                                               | 3.127                                                         | 3.127                                                         |
| 1890                                                          | 1890                                                          |                                                               | 3.599                                                         | 3.599                                                         |
| 1900                                                          | 1900                                                          |                                                               | 4.134                                                         | 4.134                                                         |
| 1910                                                          | 1910                                                          |                                                               | 4.801                                                         | 4.801                                                         |
| 1923                                                          | 1923                                                          |                                                               | 4.910                                                         | 4.910                                                         |
| 1934                                                          | 1934                                                          |                                                               | 4.848                                                         | 4.848                                                         |
| 1939                                                          | 1939                                                          |                                                               | 4.627                                                         | 4.627                                                         |
| 1951                                                          | 1951                                                          |                                                               | 4.595                                                         | 4.595                                                         |
| 1961                                                          | 1961                                                          |                                                               | 4.320                                                         | 4.320                                                         |
| 1971                                                          | 1971                                                          |                                                               | 4.669                                                         | 4.669                                                         |
| 1981                                                          | 1981                                                          |                                                               | 5.062                                                         | 5.062                                                         |
| 1991                                                          | 1991                                                          |                                                               | 5.696                                                         | 5.696                                                         |
| 2001                                                          | 2001                                                          |                                                               | 6.191                                                         | 6.191                                                         |
| 2011                                                          | 2011                                                          |                                                               | 6.739                                                         | 6.739                                                         |
| 2021                                                          | 2021                                                          |                                                               | 7.355                                                         | 7.355                                                         |
| 2025                                                          | 2025                                                          |                                                               | 7.544                                                         | 7.544                                                         |
| Quelle(n): Statistik Austria, Gebietsstand 1.1.2021           |                                                               |                                                               |                                                               |                                                               |

## Kultur und Sehenswürdigkeiten

### Bauwerke
- Schloss Wolkersdorf (13. Jh/17./18. Jh.)
- Katholische Pfarrkirche Münichsthal hl. Johannes Nepomuk
- Katholische Pfarrkirche Obersdorf hl. Antonius
- Katholische Pfarrkirche Wolkersdorf im Weinviertel hl. Margareta und barocke Kirchenstiege (1727)
- Katholische Filialkirche Riedenthal hl. Franz Xaver
- Klassizistischer Pfarrhof (1797)
- Barocke Dreifaltigkeitssäule (1714)
- Klassizistisches Rathaus (1803)
- Kapelle Maria Lourdes (1890/1909)
- Anzengruberstüberl
- Bürgerhaus mit gotischem Fresko (15. Jh.)
- Basch-Haus (um 1880)
- Kellergasse

### Sport
- Sommerbad
- Kunsteisbahn
- Skaterarena
- Rodelberg
- Tennisplatz
- Tennishalle
- Croquet-Courts
- Beachvolleyballplatz
- Kegelbahn
- Fußballplätze
- Kinderspielplätze
- Streetballplatz

## Wirtschaft und Infrastruktur
In Wolkersdorf befindet sich das Industriezentrum NÖ Nord, welches die Industriegelände Wolkersdorf Ost, Wolkersdorf West sowie den Ecoplus-Wirtschaftspark umfasst. Namhafte Unternehmen wie Manner, Kotányi oder Velux haben hier ihre Zentralen. Weitere Unternehmensniederlassungen: Akkutron, Beltec, CE Services, COCON Sicherheitssysteme, Herz Austria, Kramess, Kuzdas Wintergärten, Malik, Ölz, Papier Mettler, Regber, Schwölberger, Luwa-Dessous, SPL Tele, Fertinger, Wittmann und Niedax.
Nichtlandwirtschaftliche Arbeitsstätten gab es im Jahr 2001 330, land- und forstwirtschaftliche Betriebe nach der Erhebung 1999 121. Die Zahl der Erwerbstätigen am Wohnort betrug nach der Volkszählung 2001 2.869. Die Erwerbsquote lag 2001 bei 47,6 Prozent.

### Verkehr

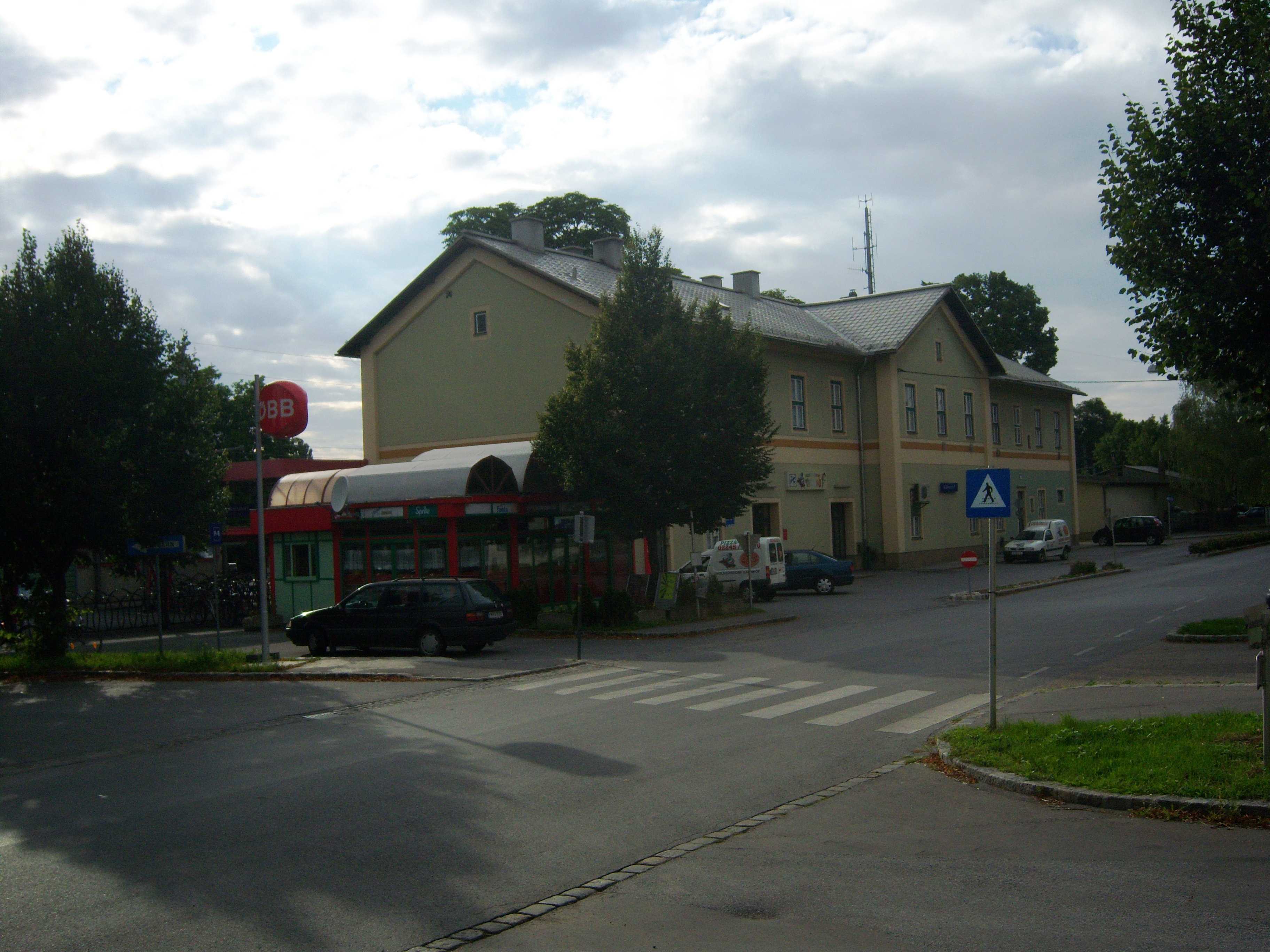
Bahnhof Wolkersdorf

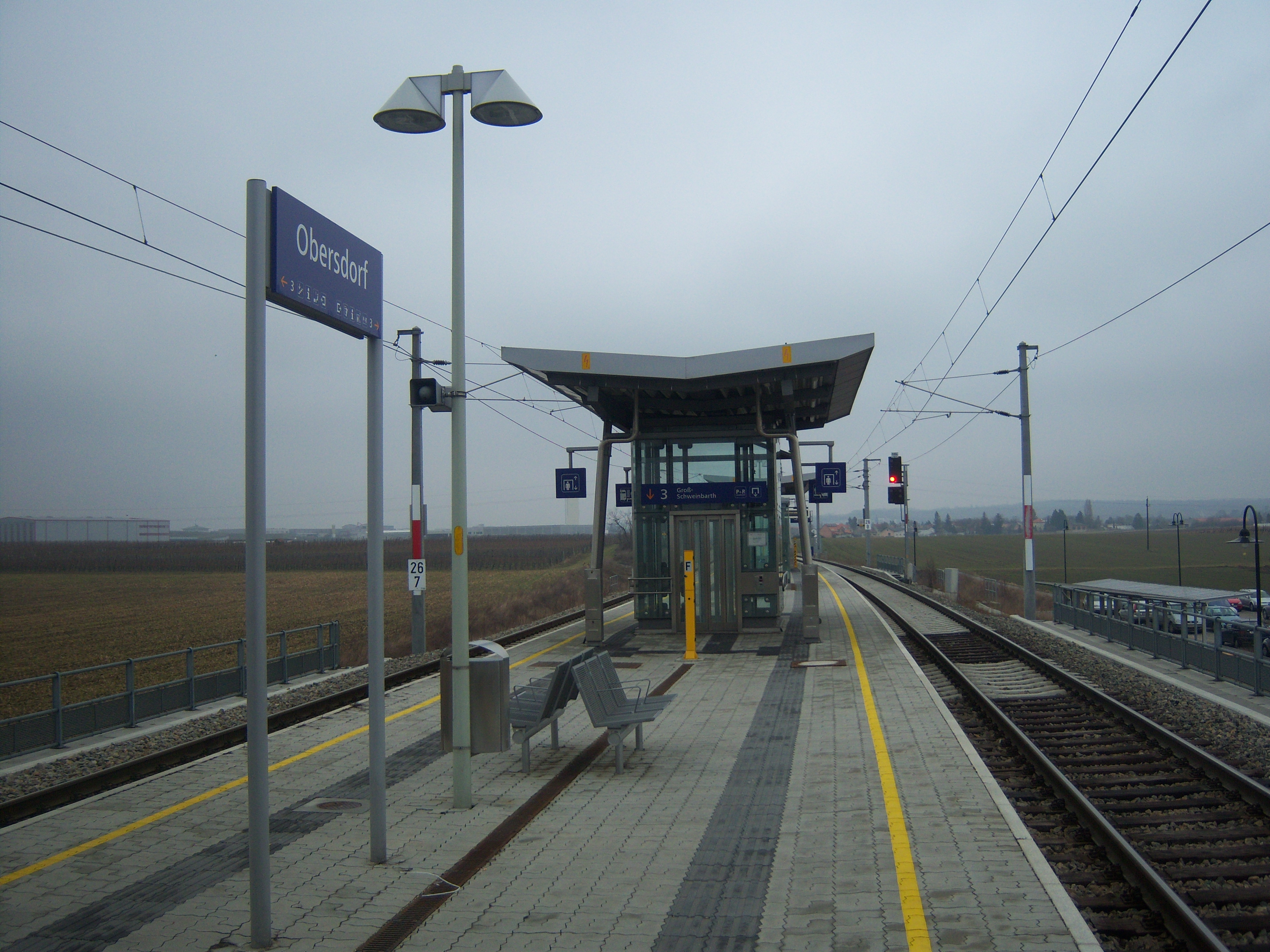
Bahnhof Obersdorf

- Bahn: Vom Bahnhof Wolkersdorf im Weinviertel an der Laaer Ostbahn gelangt man mit der S-Bahn-Linie S2 bis zu vier Mal in der Stunde nach Wien und seit dem 13. Dezember 2015 mit der S7 zum Flughafen Wien. Mit beiden Linien kommt man außerdem ein bis zwei Mal in der Stunde in die Bezirkshauptstadt Mistelbach und in die Thermenstadt Laa an der Thaya. Zusätzlich verkehren Regionalzüge. Ein weiterer Bahnhof, ebenfalls an der Laaer Ostbahn, befindet sich in der Katastralgemeinde Obersdorf. Vom Bahnhof Obersdorf verkehren dieselben S-Bahn-Linien wie in Wolkersdorf, jedoch halten hier einige Regionalzüge nicht.
- Bus: Des Weiteren gibt es mehrere Regionalbuslinien, die Wolkersdorf mit Wien, den umliegenden Gemeinden und den Gemeinden Richtung Gänserndorf und Groß-Schweinbarth verbinden.
- Straße: Wolkersdorf liegt direkt an der Brünner Straße (B7) sowie der Nord Autobahn (A5) und ist über die Anschlussstellen Wolkersdorf-Süd, Ulrichskirchen und Wolkersdorf-Nord erreichbar.

### Öffentliche Einrichtungen
- Außenstelle der Bezirkshauptmannschaft Mistelbach
- Standesamt
- Bezirksbauernkammer
- Polizeiinspektion
- Straßenmeisterei
- NÖ Straßenbauabteilung 3
- Forstamt
- Schlossparkhalle

### Bildung
- Bibliothek
- Volksschule
- Hauptschule I (Schwerpunktschule)
- Hauptschule II
- Sonderpädagogisches Zentrum
- Bundesgymnasium und Bundesrealgymnasium
- Polytechnische Schule (Obersdorf)
- Musikschule
- Volkshochschule
- Hort
- sechs Kindergärten

### Gesundheits- und Sozialeinrichtungen
- Österreichisches Rotes Kreuz, Ortsstelle Wolkersdorf
- Freiwillige Feuerwehren Wolkersdorf, Obersdorf, Pfösing, Riedenthal und Münichsthal[15]
- Landespensionistenheim

## Politik

### Gemeinderat
Der Gemeinderat hat 29 Mitglieder.
- Mit den Gemeinderatswahlen in Niederösterreich 1990 hatte der Gemeinderat folgende Verteilung: 21 ÖVP, 7 SPÖ und 1 FPÖ.
- Mit den Gemeinderatswahlen in Niederösterreich 1995 hatte der Gemeinderat folgende Verteilung: 17 ÖVP, 7 SPÖ, 3 WUI (Grüne) und 2 FPÖ.[16]
- Mit den Gemeinderatswahlen in Niederösterreich 2000 hatte der Gemeinderat folgende Verteilung: 16 ÖVP, 7 SPÖ, 4 WUI (Grüne) und 2 FPÖ.[17]
- Mit den Gemeinderatswahlen in Niederösterreich 2005 hatte der Gemeinderat folgende Verteilung: 15 ÖVP, 9 SPÖ, 4 WUI (Grüne) und 1 FPÖ.[18]
- Mit den Gemeinderatswahlen in Niederösterreich 2010 hatte der Gemeinderat folgende Verteilung: 19 ÖVP, 5 SPÖ, 4 WUI (Grüne) und 1 FPÖ.[19]
- Mit den Gemeinderatswahlen in Niederösterreich 2015 hatte der Gemeinderat folgende Verteilung: 15 ÖVP, 6 MITUNS–Unabhängige Bürgerliste Mit:Uns, 4 WUI (Grüne), 3 SPÖ und 1 FPÖ.[20]
- Mit der vorgezogenen Gemeinderatswahl am 24. März 2019 hatte der Gemeinderat folgende Verteilung: 13 ÖVP, 7 TEAM–Team Wolkersdorf (ÖVP), 4 MITUNS–Unabhängige Bürgerliste Mit:Uns, 3 WUI (Grüne) und 2 SPÖ.[21][22][23]
- Mit den Gemeinderatswahlen in Niederösterreich 2025 hat der Gemeinderat folgende Verteilung: 20 ÖVP, 6 MitUNS, 3 WUI (Grüne), 2 FPÖ und 2 SPÖ.[24]

### Bürgermeister
- 1850–1860 Ferdinand Berger
- 1860–1864 Michael Richter
- 1864–1867 Johann Uihlein
- 1867–1870 Johann Fritsch
- 1870–1879 Johann Schweiger
- 1879–1889 Leopold Schreiber
- 1889–1890 Paul Lux
- 1890–1899 Adolf Sosnowicz
- 1896–1899 Alfred Hödl[25]
- 1899–1913 Johann Degen
- 1913–1919 Rudolf Wizlsperger
- 1919–1939 Ferdinand Berger
- 1939–1943 Rudolf Wizlsperger
- 1943–1944 Karl Zwieauer (NSDAP)
- 1944–1945 Franz Doppelmayr (NSDAP)
- 1945–1955 Rudolf Traindl
- 1955–1957 Leopold Erkl (ÖVP)
- 1957–1960 Johann Lahofer (ÖVP)
- 1960–1982 Johann Galler (ÖVP)
- 1982–1995 Franz Holzer (ÖVP)
- 1995–2009 Norbert Heurteur (ÖVP)
- 2009–2019 Anna Steindl (ÖVP)[26]
- seit 2019 Dominic Litzka (ÖVP)[27][28][29]

## Persönlichkeiten
- Vitus Scheffer (1648–1717), Jesuit, Verfasser zahlreicher philosophischer und theologischer Werke
- Thomas Aschbrenner (1712–1789), Gelegenheitsdichter
- Ernst Franz Salvator von Violand (1818–1875), österreichischer Revolutionär
- Therese Seehofer (1846–1936), Opernsängerin
- Emmy Stradal (1877–1925), Politikerin
- Leopold Weinhofer (1879–1947), Politiker
- Eduard Uhlenhuth (1885–1961), österreichisch-US-amerikanischer Anatom
- Ernestine Roberts (1904–1977), Schriftstellerin
- Hermann Withalm (1912–2003), Politiker, Vizekanzler
- Christian Konrad (* 1943), Bankmanager
- Alois Haidinger (* 1944), Vertreter der Historischen Hilfswissenschaften
- Bernhard Kohl (* 1982), Radrennfahrer